# Mimosa tobatiensis
Mimosa tobatiensis là một loài thực vật có hoa trong họ Đậu. Loài này được Barneby & Fortunato miêu tả khoa học đầu tiên.